# Comuna Iarok, Ujhorod
Iarok (în ucraineană Ярок) este o comună în raionul Ujhorod, regiunea Transcarpatia, Ucraina, formată din satele Iarok (reședința) și Strîpa.

## Demografie
Componența lingvistică a comunei Iarok
     Ucraineană (96,73%)
     Rusă (2,18%)
     Alte limbi (1%)
Conform recensământului din 2001, majoritatea populației comunei Iarok era vorbitoare de ucraineană (96,73%), existând în minoritate și vorbitori de rusă (2,18%).